# Hălmăcioaia
Hălmăcioaia – wieś w Rumunii, w okręgu Bacău, w gminie Racova. W 2011 roku liczyła 282 mieszkańców.